# Premier Automobiles

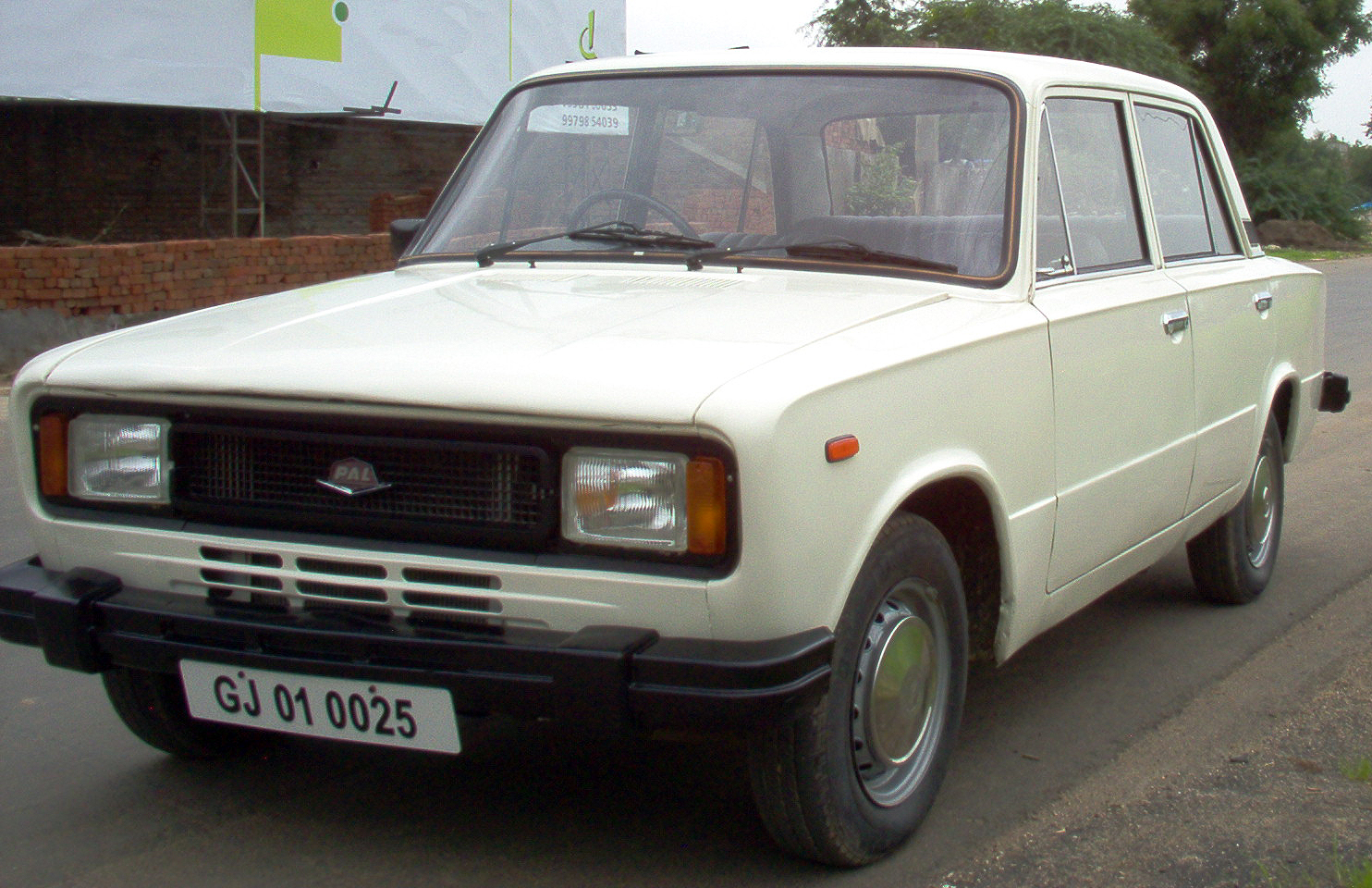
Premier 118 NE

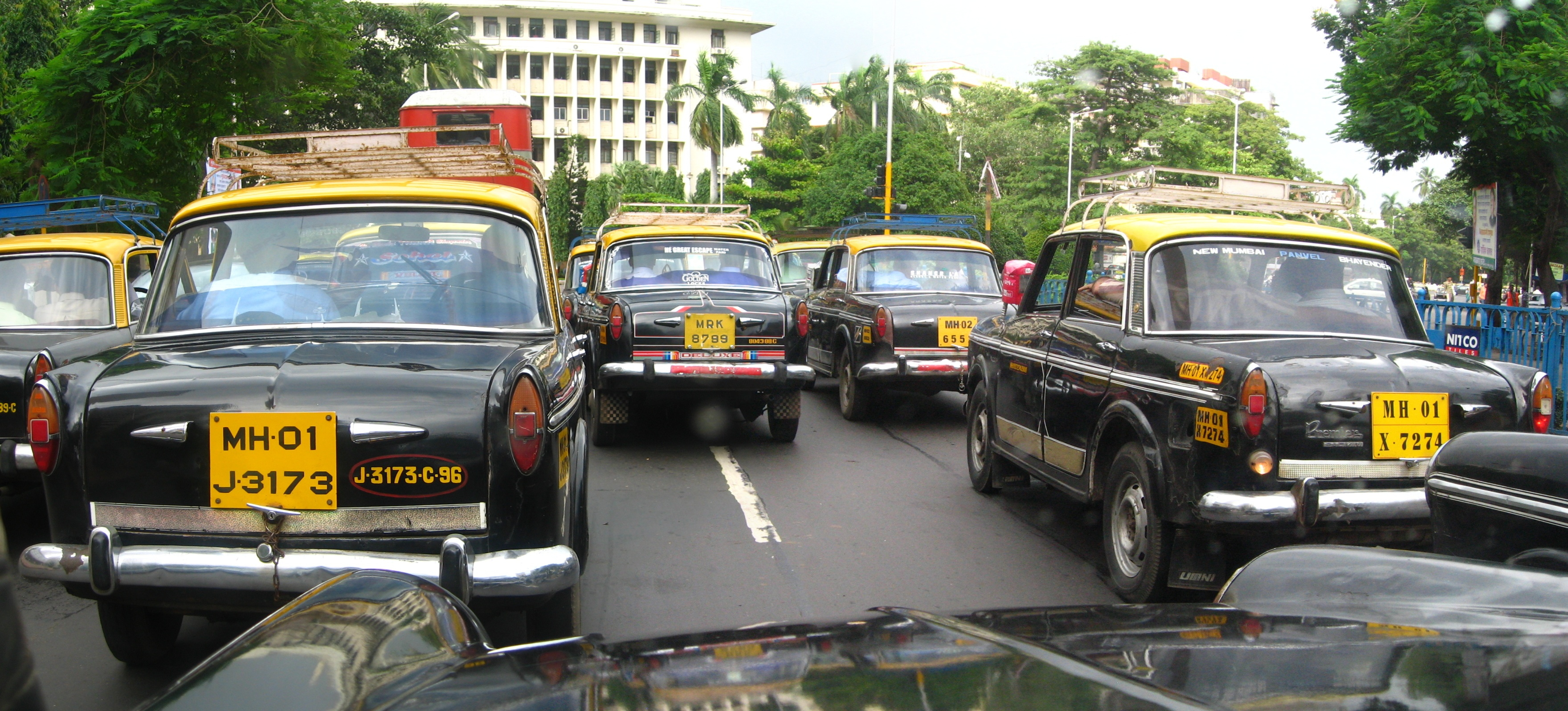
Premier Padmini taxis, Mumbai, India

Premier Automobiles Limited war ein indischer Automobilhersteller in Mumbai, Indien.

## Beschreibung
Das Unternehmen wurde am 27. Juni 1944 gegründet und erlebte seine Blütezeit von 1950 bis zu Beginn der 1990er Jahre, als Indien durch Zollschranken von Importen und ausländischen Investitionen abgeschottet war. Hergestellt wurden zunächst Kraftfahrzeuge nach ausländischen Lizenzen.
Ab 1949 wurden Fahrzeuge der Chrysler Corporation (ein Plymouth und ein Dodge-LKW) unter den Markennamen Dodge, Plymouth, DeSoto und Fargo gebaut.
Später fertigte Premier für den indischen Markt Lizenznachbauten der Fiat-Modelle 1100 (Millecento) als Premier Padmini und 124 als Premier 118. Der Fiat Millecento erschien 1953 und wurde in verschiedenen Modellvarianten bis 1969 gebaut. In Indien fertigte man bis in die 1990er Jahre das Modell 1100 D, dessen erste Version in Europa am Beginn der 1960er Jahre hergestellt wurde; in Deutschland produzierte man dieses Modell – ebenfalls in Lizenz – als NSU-Fiat Neckar oder Europa von 1963 bis 1965 in Heilbronn.
Der Premier 100 Delight entsprach dem 4 m langen viertürigen Fiat 1100 D mit dem 40 PS starken 1200-cm³-Motor. Angeboten wurde auch das sogenannte Drive-Away-Chassis. Dieser Version fehlte die Karosserie ab der B-Säule, so dass Kombi-, Ambulanz- und Pick-up-Aufbauten möglich waren.
Der später hinzugekommene Premier 118 NE erhielt seine Bezeichnung nach dem 1180 cm³-Motor, der dem Nissan Cherry entlehnt war. Die Karosserie und die übrige Technik entstammen einer Version des Fiat 124 aus den 1960er Jahren, der in Indien bis zur Einfuhr moderner PKW in den 1990er Jahren als Luxusauto angesehen wurde. Verwendet wurde die Karosserie des Seat 124D, einer spanischen Lizenzversion des Fiat.
Nach der Liberalisierung des indischen Marktes in den 1990er Jahren verband sich Premier mit Peugeot und fertigte den Peugeot 309 in Lizenz. Anfangs war die Nachfrage hoch. Probleme mit der Belegschaft und dem schlechten Service durch die Händler, die sich aus der Zusammenarbeit mit dem alten Partner Fiat bei der Produktion des Fiat Uno ergaben, führten allerdings 2001 zum Rückzug der Franzosen. Vom Peugeot 309 wurden in Indien lediglich wenige tausend Exemplare verkauft.
Die gleichen Probleme, Streiks und mangelnder Service, beeinträchtigten auch den Absatz der Fiat-Modelle: Ein Streik im Jahre 2001 führte zur Schließung der Fabrik und schädigte den Ruf der Marke in Indien nachhaltig.
Im November 2004 nahm Premier mit dem kleinen dieselgetriebenen Lieferwagen Premier Sigma die Fertigung wieder auf. Das Fahrzeug basiert auf einer Lizenz des Mitsubishi Minicab aus den 1980er Jahren von China Motor in Taiwan. Es wird von einem aus dem Peugeot 309 stammenden Motor angetrieben und hauptsächlich für den Taximarkt gebaut.
2009 erfolgte der Wiedereinstieg in den PKW-Markt mit dem RiO, einem kleinen SUV, der einen Lizenzbau des chinesischen Zotye Nomad darstellte, der wiederum auf der ersten Generation des Daihatsu Terios basiert.
Im Dezember 2018 meldete Premier Insolvenz an. Die Produktion des RiO ist mittlerweile eingestellt, und das Land, auf dem sich die Firma befindet, wurde 2019 verkauft.

## Aktuelle Modelle
- Premier RiO 1. SUV Indiens mit Dieselmotor (Basis Daihatsu Terios 1)
- Premier Rio+ (Basis Daihatsu Terios 2)
- Premier Roadstar Roadstar (Basis Mitsubishi Minicab 3. Generation)
- Premier Roadstar Tipper (Basis Mitsubishi Minicab 3. Generation)
- Premier Sigma (Basis Mitsubishi Minicab Fünfte Generation)
- Premier Sigma Lifeline (Ambulanz auf Sigma Plattform)
- Premier Sigma Express (Kastenwagen auf Sigma Plattform)
- Premier Sigma School Van (Schulbus auf Sigma Plattform)
- Premier Sigma Tourist Van (mit Dieselmotor oder CNG betriebener Van auf Sigma-Plattform)